# Crypturellus cinereus
Crypturellus cinereus là một loài chim trong họ Tinamidae.